# Remo Ruffini
Pour les articles homonymes, voir Ruffini.
 (janvier 2023).
 (mars 2008).
Remo Ruffini (né à La Brigue, en Italie, le 17 mai 1942) est un physicien italien et professeur de physique théorique à l'Université de Rome «La Sapienza» de 1978 à 2012. Depuis 2005, il est le directeur de l'ICRAN (International Center for Relativistic Astrophysics Network). 

## Biographie
Après obtention d'un diplôme universitaire, Remo Ruffini obtient un doctorat à la Mainz Academy of Sciences en allemand et travaille avec Pascual Jordan. Ensuite, membre de l'Institute for Advanced Study à Princeton, puis instructeur et assistant professeur à l'université de Princeton. 
En 1975, il est professeur associé aux universités de Kyōto (Japon) et de Perth (Australie-Occidentale). Dans les années 1975-1978, il collabore avec la NASA comme membre de l'unité pour l'usage scientifique des stations spatiales. En 1976, il est professeur de physique théorique à l'université de Catane, et en 1978, professeur à l'université de Rome «La Sapienza». 
En 1984, il fonde avec Abdus Salam, les Conférences Marcel Grossmann[source secondaire souhaitée].  
En 1985, il est élu président de l'ICRA - Centre international pour l'astrophysique relativiste.  
En 1987, il est coprésident des conférences italo-coréennes sur l'astrophysique relativiste. 
De 1989 à 1993, il est président du comité scientifique de l'Agence spatiale italienne[source secondaire souhaitée].   
Également éditeur[source secondaire souhaitée] de plusieurs journaux scientifiques, Remo Ruffini est marié avec Anna Imponente et a un fils.  
Son travail a notamment participé au renforcement du concept de « Boson Stars ».
En 1971, avec John A. Wheeler, il introduit pour la première fois en astrophysique le concept de trou noir. Avec Demetrios Christodoulou, il a établi les transformations réversibles et irréversibles d'un trou noir. Il donne ainsi la formule pour un trou noir de Kerr-Newman doté d'une charge, d'une masse et d'un moment angulaire. 
Ses recherches théoriques conduisent à l'identification du premier trou noir dans notre galaxie.  
```
Avec son étudiant C. Rhoades
[
5
]
, il établit la plus grande limite absolue de la masse des 
étoiles à neutrons
 et, avec son étudiant Robert Leach
[
6
]
, il utilise cette limite pour fixer le 
paradigme
 qui rend possible l'identification du premier trou noir dans notre Galaxie, 
Cygnus X-1
, en utilisant les données du satellite 
Uhuru
 de 
Riccardo Giacconi
 et son groupe
[
7
]
,
[
8
]
.
```

Avec ses étudiants, il développe le rôle de la structure des fractales en cosmologie,.
En collaboration avec T. Damour, il suggère l'applicabilité du processus Heisenberg-Euler-Schwinger de création de paires dans la physique des trous noirs, et il identifie la dyadosphère où ces processus se produisent. Les sursauts gamma semblent être la preuve de ce processus en astrophysique, avant l'observation d'un tel phénomène dans les expériences sur Terre et ils représentent la première preuve du processus de l'extraction d'énergie par les trous noirs.
Il est un membre de l'UAI.

## Livres
Coauteur
- Riccardo Giacconi et R. Ruffini, dirs. et coauteurs "Physics and Astrophysics of Neutron Stars and Black Holes", LXXV E. Fermi Summer School, SIF and North Holland (1978), aussi traduit en Russe.
- R. Giacconi et Remo Ruffini, "Physics and Astrophysics of Neutron Stars and Black Holes" 2nd edition, Cambridge Scientific Publishers, Cambridge (2009)
- R. Gursky et R. Ruffini dirs. et coauteurs, "Neutron Stars, Black Holes and Binary X Ray Sources", H. Reidel (1975).
- H. Ohanian et R. Ruffini "Gravitation and Spacetime", W.W. Norton, N.Y. (1994) aussi traduit en Italien (Zanichelli, Bologna, 1997) et en Coréen (Shin Won, Seoul, 2001).
- R. Gursky-R. Ruffini Neutron Stars, Black Holes and Binary X Ray Sources, H. Reidel (1975)
- Bardeen-Carter-Gursky-Hawking-Novikov-Thorne-R. Ruffini Black holes, Ed. de Witt, Gordon and Breach, New York, 1973
- M. Rees-J.A. Wheeler-R. Ruffini Black Holes, Gravitational Waves and Cosmology, Gordon and Breach N.Y. 1974
- H. Sato-R. Ruffini Black Holes, Tokyo 1976
- L.Z. Fang-R. Ruffini Basic Concepts in Relativistic Astrophysics, Science Press, Beijing 1981
- F. Melchiorri-R. Ruffini Gamow Cosmology, North Holland Pub. Co., Amsterdam, 1986.